# Мар'янівська сільська рада (П'ятихатський район)
| Мар'янівська сільська рада — колишній орган місцевого самоврядування у П'ятихатському районі Дніпропетровської області з адміністративним центром у с. Мар'янівка. Сільській раді підпорядковані населені пункти: - с. Мар'янівка - с. Волочаївка |

## Склад ради
Рада складалася з 14 депутатів та голови.

## Керівний склад сільської ради
| ПІБ                            | Основні відомості                                                                       | Дата обрання | Дата звільнення |
| ------------------------------ | --------------------------------------------------------------------------------------- | ------------ | --------------- |
| Колеснікова Людмила Вікторівна | Сільський голова, 1954 року народження, освіта, член Соціалістичної партії України      | 26.03.2006   | 31.10.2010      |
| Колєснікова Людмила Вікторівна | Сільський голова, 1954 року народження, освіта середня спеціальна, член Партії регіонів | 31.10.2010   |                 |

Примітка: таблиця складена за даними джерела